# Silje Øyre Slind
Silje Øyre Slind (9 febbraio 1988) è una fondista norvegese.

## Biografia
Sorella gemella di Astrid, a sua volta fondista, e attiva dall'aprile del 2006, in Coppa del Mondo Silje Øyre Slind ha esordito il 19 novembre 2011 a Sjusjøen (32ª) e ha ottenuto il primo podio il 3 febbraio 2017 a Pyeongchang Alpensia (2ª); non ha preso parte a rassegne olimpiche o iridate e gareggia prevalentemente nei circuiti di granfondo.

## Palmarès

### Coppa del Mondo
- Miglior piazzamento in classifica generale: 27ª nel 2017
- 2 podi (1 individuale, 1 a squadre):
  - 2 secondi posti